# Meera Syal

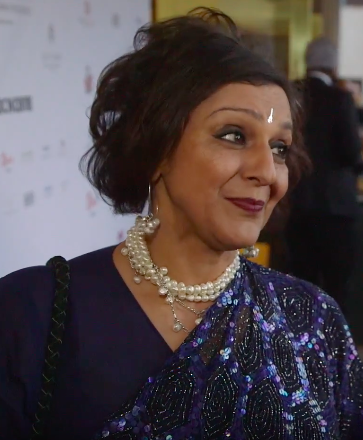
Meera Syal, 2017

Meera Syal CBE (* 27. Juni 1961 in Essington bei Wolverhampton, England) ist eine britische Schriftstellerin, Komikerin, Sängerin, Schauspielerin und Journalistin.

## Leben
Meera Syals Eltern kamen 1960 von Delhi nach England und sprachen ursprünglich Panjabi, während Meera mit Englisch als Muttersprache in einem  Dorf in Mittelengland aufwuchs. Sie besuchte die Heimat ihrer Eltern mehrmals.
Bei den ersten Malen sprach sie kein Wort Panjabi, was ihr aber nicht zum Verhängnis wurde, da ihre beiden mitgereisten Vettern die Sprache beherrschten.
Sie liebte es, zur Schule zu gehen. Ihre Mutter war eine Lehrerin, welche Meera früher schon immer dazu aufforderte, gut in der Schule zu sein.
Meera Syal studierte in Manchester Englisch und Theater. In ihrem letzten Studienjahr führte sie eine one-woman show auf, in der sie entdeckt wurde.
Syal schrieb das Drehbuch für Gurinder Chadhas sehr erfolgreichen Film „Bhaji on the Beach“ sowie zwei Romane: Anita and Me (1996) und Life Isn't All Ha Ha Hee Hee (1999; Titel der deutschen Ausgabe: Sari, Jeans und Chilischoten beziehungsweise Hochzeit auf Indisch), die beide verfilmt wurden.
Bekannt wurde Syal aber vor allem durch die Mitarbeit an den sehr erfolgreichen BBC-Sketch-Show Goodness Gracious Me (1998–2001) und The Kumars at No 42, die die indische Kultur als Gegenstand der britischen Unterhaltungskultur popularisierten. 2007 wirkte sie an der Fernsehserie Jekyll mit.
2005 heiratete sie ihren langjährigen Freund und Co-Star aus Goodness Gracious Me und The Kumars at No 42 Sanjeev Bhaskar, mit dem sie einen Sohn hat. In die Ehe brachte Syal ihre Tochter Chameli (aus der Ehe mit Shekhar Bhatia) ein.
2015 wurde Meera Syal mit dem Order of the British Empire ausgezeichnet.

## Filmografie (Auswahl)
- 1983: Majdhar
- 1984–1995: The Bill (Fernsehserie, 5 Folgen)
- 1985: Das geheime Tagebuch des Adrian Mole (The Secret Diary of Adrian Mole Aged 13¾; Fernsehserie, 2 Folgen)
- 1987: Sammy und Rosie tun es (Sammy and Rosie Get Laid)
- 1991–1992: Kinsey (Fernsehserie, 12 Folgen)
- 1993: Picknick am Strand (Bhaji on the Beach)
- 1996: Beautiful Thing
- 1997–1998: Keeping Mum (Fernsehserie, 10 Folgen)
- 1998: Girls’ Night – Jetzt oder nie (Girls’ Night)
- 2001–2006: The Kumars at No. 42 (Fernsehserie, 53 Folgen)
- 2002: Anita & Me
- 2006: Scoop – Der Knüller (Scoop)
- 2007: Jekyll (Miniserie, 6 Folgen)
- 2007: Jhoom Barabar Jhoom
- 2008–2009: Beautiful People (Fernsehserie, 11 Folgen)
- 2009: Wüstenblume (Desert Flower)
- 2010: Ich sehe den Mann deiner Träume (You Will Meet a Tall Dark Stranger)
- 2010: Doctor Who (Fernsehserie, 2 Folgen)
- 2012: Hochzeitsnacht mit Hindernissen (All in Good Time)
- 2014: The Kumars (Fernsehserie, 6 Folgen)
- 2015: The Brink – Die Welt am Abgrund (The Brink; Fernsehserie, 5 Folgen)
- 2015: Zufällig allmächtig (Absolutely Anything)
- 2015: New Tricks – Die Krimispezialisten (Neww Tricks, Fernsehserie, 1 Folge)
- 2016: Alice im Wunderland: Hinter den Spiegeln (Alice Through the Looking Glass; Stimme)
- 2016: Doctor Strange
- 2016: Inspector Barnaby (Midsomer Murders) Fernsehserie, Staffel 18, Folge 6: Der Jahrmarktsmörder (Harvest Of Souls)
- 2016: Die Musketiere (Fernsehserie, Folge Geraubtes Gold)
- 2017: Paddington 2
- 2018: Der Nussknacker und die vier Reiche (The Nutcracker and the Four Realms)
- 2018: The Split – Beziehungsstatus ungeklärt (The Split, Fernsehserie, 6 Folgen)
- 2018: Ein Mops zum Verlieben (Patrick)
- 2019: Yesterday
- 2021: Spin – Finde deinen Beat (Spin)
- 2021: Back to Life (Fernsehserie, 2 Folgen)
- 2022: Roar (Fernsehserie, Folge 1x07)
- 2022: Sandman (The Sandman, Folge 1x03)
- 2023–2025: Das Rad der Zeit (The Wheel of Time , Fernsehserie)